# ランナウェイ説
ランナウェイ説（らんなうぇいせつ）とは、進化生物学の理論の一つ。性淘汰の際に配偶者がどう選択されているかを説明する仮説。ロナルド・フィッシャーによって提唱された。

## 概説
雄または雌のある形質に対する異性への好みが、ある程度以上の頻度で集団内に広まると、その形質を持っている異性しか配偶相手として選ばれなくなるプロセスが働くと考える。異性がどういう形質を好みとするかは、生物学的な意味や生存競争上の有用性とは関係しないため、ランナウェイプロセスにより獲得した形質は装飾的で実用的でない場合も多いとされる。生存競争等の側面から見ると、必ずしも良質な異性を選んでいるわけではないことになる。
サンコウチョウの雄は非常に長い尾羽を持つが、これは長い尾羽をもつ雄の遺伝子と、長い尾羽の雄を好む雌の遺伝子が互いを選択するため、集団の中に広がった結果を見ているのであり、ランナウェイ説の証拠として取り上げることができる。雄の尾羽は飛ぶのに不都合であるように見えるぐらい長いが、繁殖に有利であり（配偶相手の雌を得られる）、その他の淘汰要因（例えば捕食者に見つかりやすい）が尾羽の伸びを抑えるように働くまで長くなる。

### 別表現
ロナルド・フィッシャーによって提唱されたことからフィッシャー説と呼ばれることもある。そのほかランナウェイプロセス、ランナウェイ仮説、ランナウェイ過程、暴走進化説など様々な訳語がある。wikipedia英語版では「Fisherian runaway」を見出し語としている。